# Myslovice
Myslovice (německy Myßlowitz, též Mislowitz) jsou obec v okrese Klatovy v Plzeňském kraji. Žije zde 132 obyvatel.

## Historie
První písemná zmínka o obci pochází z roku 1379. Původními pány, kterým ves Myslovice patřila, byli podle kroniky tři zemani z Kydlin. Během staletí se zde vystřídalo mnoho panských rodů od Václava Vyduny z Obytec a Ladislava ze Šternberka, přes rod Koců z Dobrše, který obec nabyl do vlastnictví celkem třikrát.

## Obyvatelstvo
| Rok            | 1869 | 1880 | 1890 | 1900 | 1910 | 1921 | 1930 | 1950 | 1961 | 1970 | 1980 | 1991 | 2001 | 2011 | 2021 |
| -------------- | ---- | ---- | ---- | ---- | ---- | ---- | ---- | ---- | ---- | ---- | ---- | ---- | ---- | ---- | ---- |
| Počet obyvatel | 373  | 330  | 285  | 302  | 306  | 304  | 281  | 206  | 212  | 171  | 154  | 134  | 107  | 119  | 122  |
| Počet domů     | 53   | 59   | 58   | 50   | 53   | 54   | 58   | 61   | 54   | 52   | 49   | 56   | 56   | 58   | 57   |

## Obecní správa
Mezi lety 1850–1889 Myslovice patřily jako osada obce k Obytcům v okrese Klatovy. V letech 1890–1975 byly obcí. Od 1. ledna 1976 do 23. listopadu 1990 patřily jako část obce k Bolešinám a od 24. listopadu 1990 jsou opět samostatnou obcí, ale Domažličky, Kroměždice, Pečetín a Újezdec již zůstaly součástí Bolešin. V letech 1961–1975 k obci patřily Domažličky, Kroměždice, Pečetín a Újezdec.

## Pamětihodnosti
- Kaplička na návsi

## Galerie

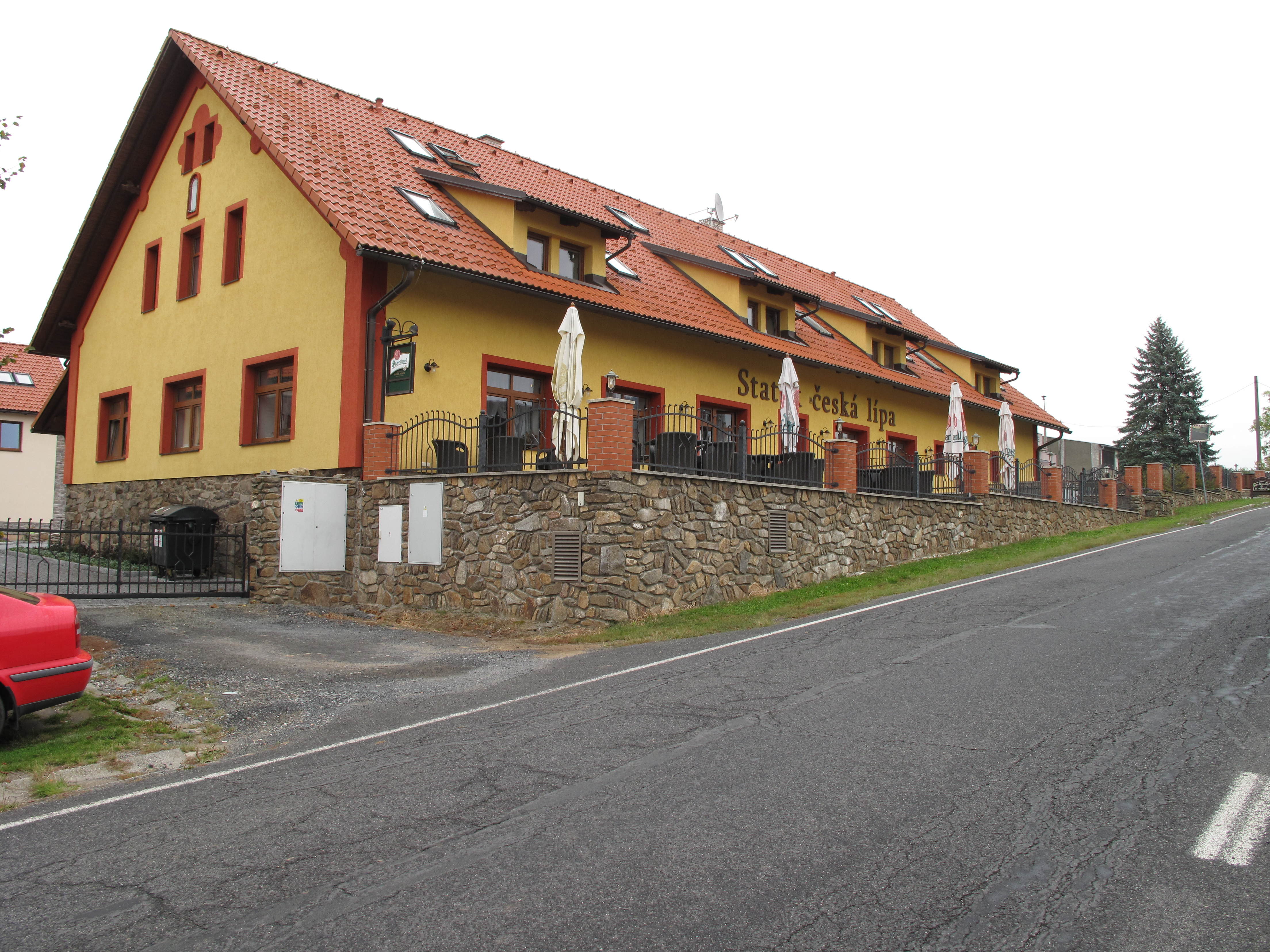
Restaurace
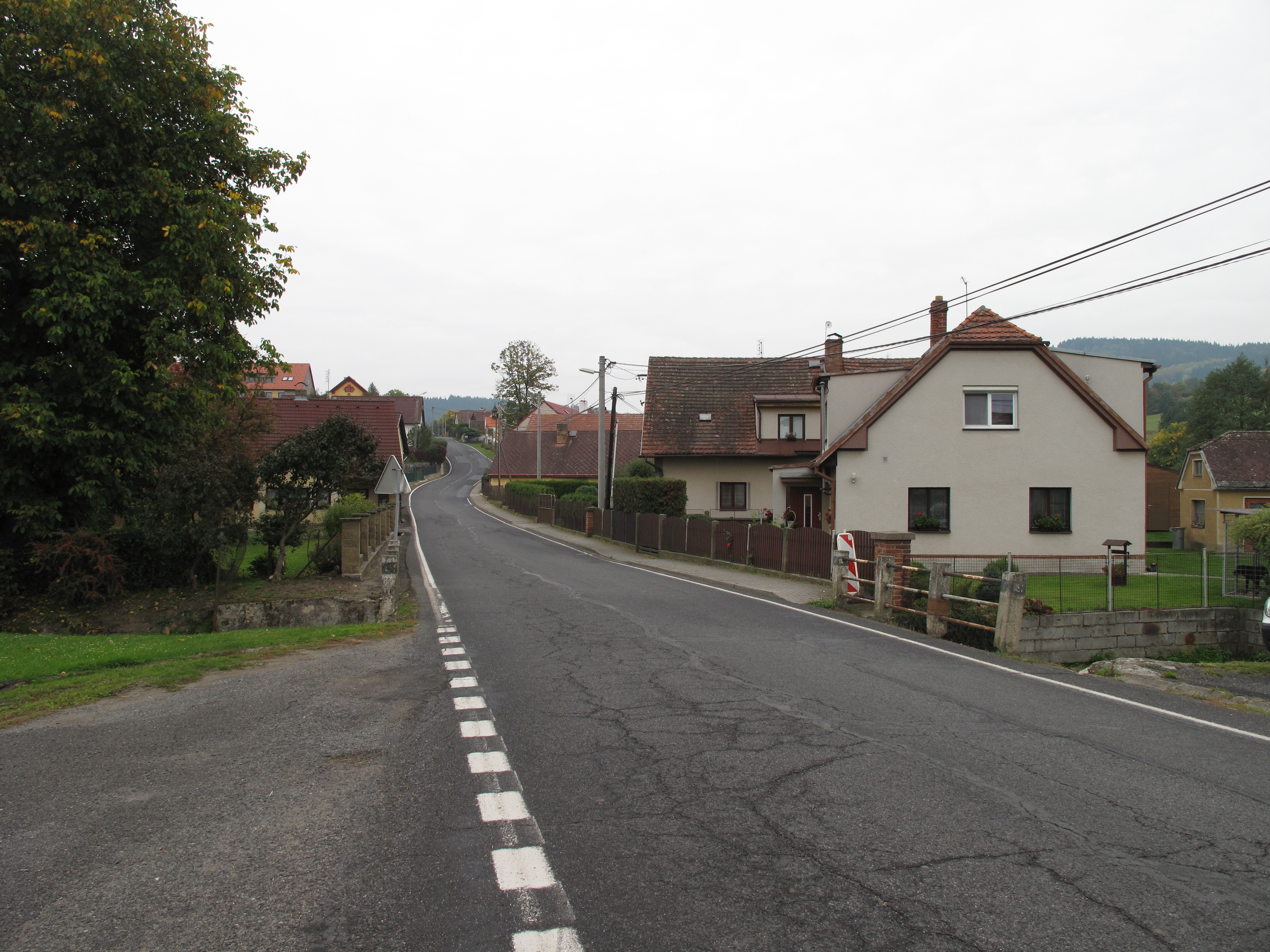
Silnice
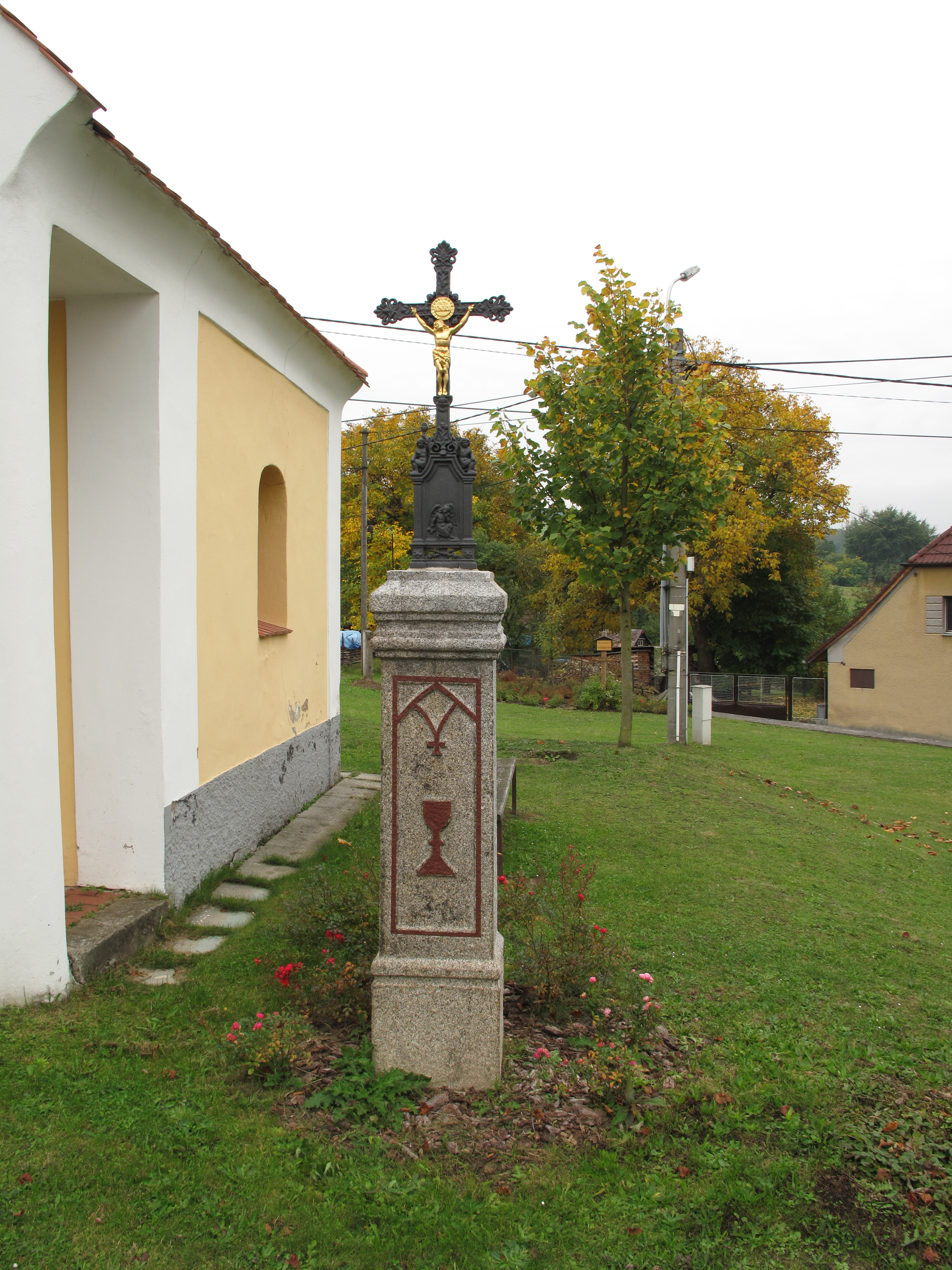
Kříž